# Лаваньо
Лаваньо (італ. Lavagno, вен. Łavagno) — муніципалітет в Італії, у регіоні Венето,  провінція Верона.
Лаваньо розташоване на відстані близько 410 км на північ від Рима, 95 км на захід від Венеції, 11 км на схід від Верони.
Населення — 8431 особа (2014).
Щорічний фестиваль відбувається 29 червня. Покровитель — святий Петро.

## Демографія
Населення за роками:

Станом на 1 січня 2023 року в муніципалітеті офіційно проживало 687 іноземців з 43 країн, серед них 328 громадян країн Євросоюзу та 7 громадян України.

## Сусідні муніципалітети
- Кальдієро
- Колоньйола-ай-Коллі
- Іллазі
- Меццане-ді-Сотто
- Сан-Мартіно-Буон-Альберго